# Festival Internacional de Cine de Venecia de 2024

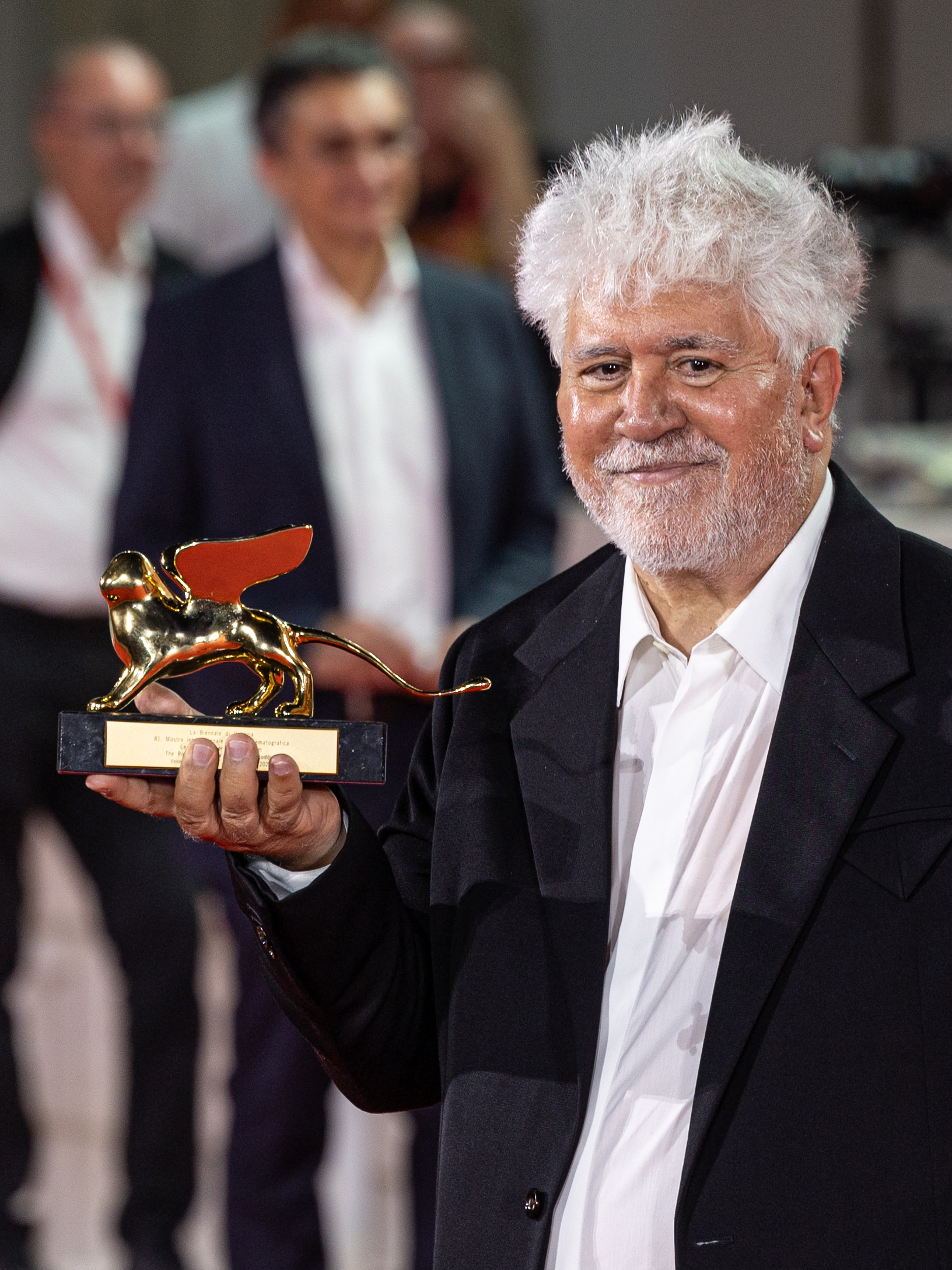
Pedro Almodóvar con el León de Oro que recibió en el Festival.

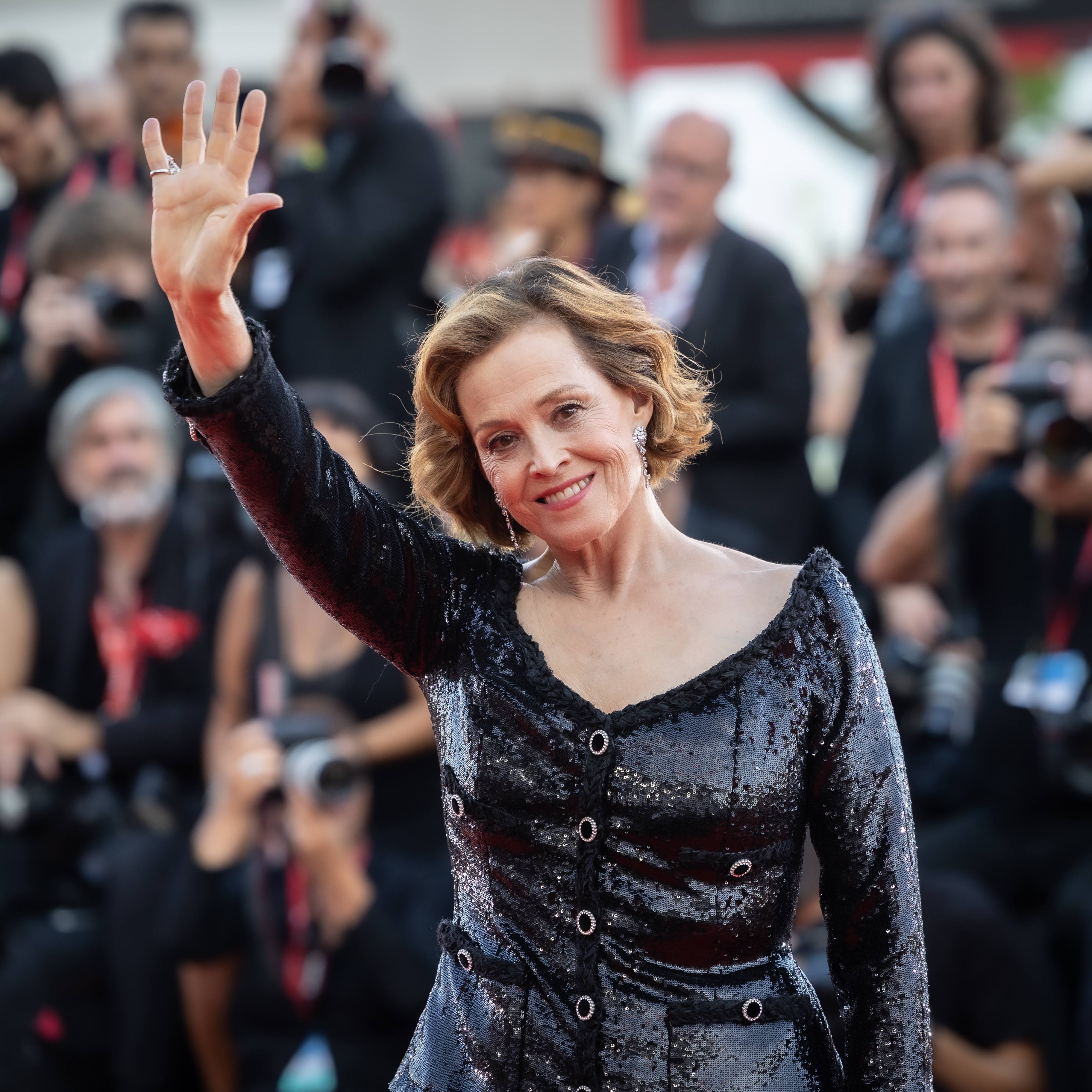
Sigourney Weaver recibió el León de Oro a la trayectoria.

La 81.ª edición del Festival Internacional de Cine de Venecia se celebró del 28 de agosto al 7 de septiembre de 2024 en el Lido de Venecia, Italia. La película Beetlejuice Beetlejuice del director Tim Burton inauguró el festival el 28 de agosto de 2024,  mientras que L'Orto Americano de Pupi Avati lo cerraron el 7 de septiembre de 2024. 
La actriz francesa Isabelle Huppert ha sido la presidenta del jurado de la competición principal.  La actriz y modelo italiana Sveva Alviti fue la anfitriona de la ceremonia de apertura y clausura. 
El cineasta australiano Peter Weir y la actriz estadounidense Sigourney Weaver recibieron el León de Oro a la trayectoria durante el festival.  

### Competición principal (Venezia 81)
- Isabelle Huppert, actriz francesa - Presidenta del jurado. [7]
- James Gray, cineasta estadounidense. [8]
- Andrew Haigh, cineasta británico.
- Agnieszka Holland, cineasta polaca.
- Kleber Mendonça Filho, cineasta, productor y crítico de cine brasileño.
- Abderrahmane Sissako, cineasta mauritano.
- Giuseppe Tornatore, cineasta italiano.
- Julia von Heinz, cineasta alemana.
- Zhang Ziyi, actriz china.

### Horizontes (Orizzonti)
- Debra Granik, cineasta y directora de fotografía estadounidense - Presidenta del jurado. [9]
- Ali Asgari, cineasta y productor iraní.
- Soudade Kaadan, cineasta sirio.
- Christos Nikou, cineasta griego.
- Tuva Novotny, actriz y directora sueca.
- Gábor Reisz, cineasta húngaro.
- Valia Santella, cineasta italiana.

### PremioLuigi de Laurentisa la ópera prima
- Gianni Canova, crítico de cine italiano y rector de la Università IULM de Milán - Presidente del jurado. [9]
- Ricky D'Ambrose, cineasta estadounidense.
- Bárbara Paz, actriz, cineasta, artista visual y productora brasileña.
- Taylor Russell, actriz canadiense.
- Jacob Wong, curador del festival de cine de Hong Kong y director de mercado de proyectos.

### Clásicos de Venecia
- Renato De Maria, cineasta italiano - Presidente del jurado. [10]

### Venecia inmersiva
- Celine Daemen, directora holandesa de arte transdisciplinario - Presidenta del jurado. [11]
- Marion Burger, diseñadora de producción francesa.
- Adriaan Lokman, artista neerlandés.

## Selección Oficial

### En competición (Venecia 81)
Las siguientes películas fueron seleccionadas para la principal categoría internacional: el León de Oro o Leone d'Oro. 
| Título original         | Director                           | País de producción                                     |
| ----------------------- | ---------------------------------- | ------------------------------------------------------ |
| The Order               | Justin Kurzel                      | Canadá                                                 |
| Leurs enfants après eux | Zoran y Ludovic Boukherma          | Francia                                                |
| April                   | Dea Kulumbegashvili                | Georgia, Francia, Italia                               |
| Babygirl                | Halina Reijn                       | Estados Unidos                                         |
| Campo di Battaglia      | Gianni Amelio                      | Italia                                                 |
| The Brutalist           | Brady Corbet                       | Estados Unidos, Reino Unido, Hungría                   |
| Diva Futura             | Giulia Louise Steigerwalt          | Italia                                                 |
| Harvest                 | Athina Rachel Tsangari             | Reino Unido, Alemania, Grecia, Francia, Estados Unidos |
| Ainda Estou Aqui        | Walter Salles                      | Brasil, Francia                                        |
| joker: Folie à Deux     | Todd Phillips                      | Estados Unidos                                         |
| Kill the Jockey         | Luis Ortega                        | Argentina, España                                      |
| Kjærlighet              | Dag Johan Haugerud                 | Noruega                                                |
| Maria                   | Pablo Larrain                      | Italia, Alemania                                       |
| Queer                   | Luca Guadagnino                    | Italia, Estados Unidos                                 |
| Jouer Avec le Feu       | Delphine y Muriel Coulin           | Francia                                                |
| The Room Next Door      | Pedro Almodovar                    | España                                                 |
| Iddu                    | Fabio Grassadonia y Antonio Piazza | Italia, Francia                                        |
| 默视录                  | Siew Hua Yeo                       | Singapor, Taiwán, Francia, Estados Unidos              |
| Trois Amies             | Emmanuel Mouret                    | Francia                                                |
| Vermiglio               | Maura Delpero                      | Italia, Francia, Bélgica                               |
| 青春：归                | Wang Bing                          | Francia, Luxemburgo, Países Bajos                      |

### Fuera de competición
Las siguientes películas fueron seleccionadas para ser proyectadas fuera de competencia:  
| Título original                                        | Director                                                     | País de producción                                                      |
| Ficción                                                | Ficción                                                      | Ficción                                                                 |
| ------------------------------------------------------ | ------------------------------------------------------------ | ----------------------------------------------------------------------- |
| Allégorie Citadine (corto)                             | Alice Rohrwacher y JR                                        | Francia                                                                 |
| Baby Invasion                                          | Harmony Korine                                               | Estados Unidos                                                          |
| Beetlejuice Beetlejuice                                | Tim Burton                                                   | Estados Unidos, Reino Unido                                             |
| Broken Rage                                            | Takeshi Kitano                                               | Japón                                                                   |
| クラウド                                               | Kiyoshi Kurosawa                                             | Japón                                                                   |
| Finalement                                             | Claude Lelouch                                               | Francia                                                                 |
| Il Tempo che ci Vuole                                  | Francesca Comencini                                          | Italia, Francia                                                         |
| Maldoror                                               | Fabrice du Welz                                              | Bélgica, Francia                                                        |
| L'Orto Americano (película de cierre)                  | Pupi Avati                                                   | Italia                                                                  |
| Phantosmia                                             | Lav Diaz                                                     | Filipinas                                                               |
| Se Posso Permettermi Capitolo II (corto)               | Marco Bellocchio                                             | Italia                                                                  |
| Wolfs                                                  | Jon Watts                                                    | Estados Unidos                                                          |
| No-Ficción                                             |                                                              |                                                                         |
| 2073                                                   | Asif Kapadia                                                 | Reino Unido                                                             |
| Apocalipse nos Trópicos                                | Petra Costa                                                  | Brasil                                                                  |
| Bestiari, Ernadi, Lapidari                             | Massimo d’Anolfi, Martina Parenti                            | Italia                                                                  |
| Israel Palestina pa Svensk TV 1958-1989                | Göran Hugo Olsson                                            | Suiza, Finlandia, Dinamarca                                             |
| One to One: John & Yoko                                | Kevin Macdonald, Sam Rice-Edwards                            | Reino Unido                                                             |
| Riefenstahl                                            | Andres Veiel                                                 | Alemania                                                                |
| Russians at War                                        | Anastasia Trofimova                                          | Francia, Canadá                                                         |
| Separated                                              | Errol Morris                                                 | Estados Unidos, México                                                  |
| Pisni Zemli, Shcho Povilno                             | Olha Zhurba                                                  | Ucrania, Dinamarca, Suecia                                              |
| Twst - Things we Said Today                            | Andrei Ujică                                                 | Francia, Rumania                                                        |
| Why War                                                | Amos Gitai                                                   | Israel, Francia                                                         |
| Series                                                 |                                                              |                                                                         |
| Disclaimer (7 episodios)                               | Alfonso Cuarón                                               | Estados Unidos, Reino Unido                                             |
| Los Años Nuevos (10 episodios)                         | Rodrigo Sorogoyen, Sandra Romero, David Martín de los Santos | España                                                                  |
| Familier Som Vores                                     | Thomas Vinterberg                                            | Dinamarca, Francia, Suecia, República Checa, Bélgica, Noruega, Alemania |
| M. Il figlio del secolo                                | Joe Wright                                                   | Italia, Francia                                                         |
| Proyecciones Especiales                                |                                                              |                                                                         |
| Beauty Is Not a Sin (corto)                            | Nicolas Winding Refn                                         | Italia, Dinamarca                                                       |
| Leopardi. Il Poeta Dell’Infinito                       | Sergio Rubini                                                | Italia                                                                  |
| Master and Commander: The Far Side of the World (2003) | Peter Weir                                                   | Estados Unidos                                                          |

### Orizzonti
Las siguientes películas fueron seleccionadas para la competición principal de Orizzonti:  
| Título original                 | Director                   | País de producción                                    |
| ------------------------------- | -------------------------- | ----------------------------------------------------- |
| Aïcha                           | Mehdi Barsaoui             | Túnez, Francia, Italia, Arabia Saudita, Catar         |
| L’Attachement                   | Carine Tardieu             | Francia, Bélgica                                      |
| Carissa                         | Jason Jacobs, Delmar Devon | Sudáfrica                                             |
| Diciannove                      | Giovanni Tortorici         | Italia, Reino Unido                                   |
| Familia                         | Francesco Costabile        | Italia                                                |
| Familiar Touch                  | Sarah Friedland            | Estados Unidos                                        |
| Happyend                        | Neo Sora                   | Japón, Estados Unidos                                 |
| Yin’Ād Aliku                    | Scandar Copti              | Palestina, Francia, Alemania, Italia, Catar           |
| Marco                           | Jon Garaño, Aitor Arregi   | España                                                |
| Mistress Dispeller              | Elizabeth Lo               | China, Estados Unidos                                 |
| Mon Inséparable                 | Anne-Sophie Bailly         | Francia                                               |
| Anul Nou Care N-A Fost          | Bogdan Muresanu            | Rumania, Serbia                                       |
| Nonostante (opening film)       | Valerio Mastandrea         | Italia                                                |
| Al Klavim Veanashim             | Dani Rosenberg             | Israel, Italia                                        |
| Hemme’nin Öldügü Günlerden Biri | Murat Fıratoğlu            | Turquía                                               |
| Pavements                       | Alex Ross Perry            | Estados Unidos                                        |
| Pooja, Sir                      | Deepak Rauniyar            | Nepal, Estados Unidos, Noruega                        |
| Quiet Life                      | Alexandros Avranas         | Francia, Alemania, Suecia, Grecia, Estonia, Finlandia |
| Wishing on a Star               | Peter Kerekes              | Italia, Croacia, Austria, Eslovaquia, República Checa |

#### OrizzontiExtra
Las siguientes películas fueron seleccionadas para la sección Orizzonti Extra :  
| Título original                            | Director(es)                          | País de producción     |
| ------------------------------------------ | ------------------------------------- | ---------------------- |
| After Party                                | Vojtĕch Strakatý                      | República Checa        |
| Edge of Noght                              | Türker Suer                           | Alemania, Turquía      |
| King Ivory                                 | John Swab                             | Estados Unidos         |
| Le Mohican                                 | Frédéric Farrucci                     | Francia                |
| Al Bahs an Manfaz i Khoroug al Sayed Rambo | Khaled Mansour                        | Egipto, Arabia Saudita |
| September 5                                | Tim Fehlbaum                          | Alemania               |
| La Storia del Frank e della Nina           | Paola Randi                           | Italia, Suecia         |
| Vittoria                                   | Alessandro Cassigoli y Casey Kauffman | Italia                 |
| Shahed                                     | Nader Saeivar                         | Alemania, Austria      |

#### Competición Internacional de CortometrajesOrizzonti
Las siguientes películas fueron seleccionadas para competir por el Premio Orizzonti al Mejor Cortometraje, otorgado por el Jurado de la sección Orizzonti:  
| Título original             | Director(es)                                      | País de producción                   |
| --------------------------- | ------------------------------------------------- | ------------------------------------ |
| Nime Baz, Nime Basteh       | Atefeh Jalalí                                     | Irán                                 |
| Neredeyse Kesínlíkle Yanlis | Cansu Baydar                                      | Pavo                                 |
| El Burattino e la Balena    | Roberto Catani                                    | Francia, Italia                      |
| James                       | Andrés Rodríguez                                  | Guatemala, México                    |
| Marion                      | Joe Weiland, Finn Constantino                     | Francia, Reino Unido                 |
| Moon Lake                   | Jeannie Sui maravillas                            | Estados Unidos                       |
| Minha Mãe e uma Vaca        | Moara Passoni                                     | Brasil                               |
| O                           | Rúnar Rúnarsson                                   | Islandia, Suecia                     |
| 毒药猫                      | Tianguan                                          | Porcelana                            |
| René Va Alla Guerra         | Mariachiara Pernisa, Luca Ferri, Morgan Menegazzo | Italia, Eslovenia                    |
| Shadows                     | Rand Beiruty                                      | Francia, Jordania                    |
| Three Keenings              | Oliver McGoldrick                                 | Reino Unido, Irlanda, Estados Unidos |
| Who Loves the Sun           | Arshia Shakiba                                    | Canadá                               |
| Fuera de competición        |                                                   |                                      |
| F II - Lo Stupore del mondo | Alessandro Rak                                    | Italia                               |

### Clásicos de Venecia
Venice Classic s es la sección que desde 2012 presenta en primicia mundial en el Festival de Cine de Venecia restauraciones de clásicos del cine realizadas durante el último año por archivos cinematográficos, instituciones culturales y productoras de todo el mundo. La sección suele presentar también una selección de documentales sobre cine. El director y guionista Renato De Maria presidirá el jurado de estudiantes de cine que, por undécimo año, otorgará los premios Clásicos de Venecia en las respectivas competiciones a la mejor película restaurada y al mejor documental sobre cine. El Jurado presidido estará compuesto por 24 estudiantes. Las siguientes películas fueron seleccionadas para la sección Clásicos de Venecia:  
| Título original                                            | Director                      | País de producción                   | Restaurado por                                    |
| Películas restauradas                                      | Películas restauradas         | Películas restauradas                | Películas restauradas                             |
| ---------------------------------------------------------- | ----------------------------- | ------------------------------------ | ------------------------------------------------- |
| The Big Heat (1953)                                        | Fritz Lang                    | Estados Unidos                       | Sony Pictures Entertainment                       |
| Bend of the River (1952)                                   | Anthony Mann                  | Estados Unidos                       | Universal Pictures / The Film Foundation          |
| Blood and Sand (1941)                                      | Rouben Mamoulian              | Estados Unidos                       | Walt Disney Studios / The Film Foundation         |
| Ecce Bombo (1978)                                          | Nanni Moretti                 | Italia                               | Centro Sperimentale di Cinematografia             |
| Jeux Interdits                                             | René Clément                  | Francia                              | StudioCanal                                       |
| Ghatashraddha (1977)                                       | Girish Kasaravalli            | India                                | The Film Foundation                               |
| Les Flocons d'or                                           | Werner Schroeter              | Alemania, Francia                    | Filmmuseum Düsseldorf / Filmmuseum München        |
| L'Oro di Napoli                                            | Vittorio de Sica              | Italy                                | Cinecittà / Filmauro                              |
| His Girl Friday (1940)                                     | Howard Hawks                  | Estados Unidos                       | Sony Pictures Entertainment                       |
| A Hora e a Vez de Augusto Matraga                          | Roberto Santos                | Brasil                               | LC Barreto Produções Cinematográficas             |
| 卍                                                         | Yasuzô Masumura               | Japón                                | Kadokawa Corporation                              |
| 東京戦争戦後秘話                                           | Nagisa Ôshima                 | Japón                                | Oshima Productions LTD                            |
| Model (1980)                                               | Frederick Wiseman             | Estados Unidos                       | Zipporah Films                                    |
| La Notte (1961)                                            | Michelangelo Antonioni        | Italia, Francia                      | Centro Sperimentale di Cinematografia             |
| The Mahabharata (1989)                                     | Peter Brook                   | Francia, Reino Unido, Estados Unidos | Brook Productions                                 |
| La Peau Douce                                              | François Truffaut             | Francia                              | mk2 Films                                         |
| Travolti da un Insolito Destino Nell'azzurro Mare d'Agosto | Lina Wertmüller               | Italia                               | Fondazione Cineteca di Bologna / Minerva Pictures |
| Pusher (1996)                                              | Nicolas Winding Refn          | Dinamarca                            | byNWR                                             |
| Documentaries about Cinema                                 |                               |                                      |                                                   |
| Carlo Mazzacurati - Una Certa Idea di Cinema               | Enzo Monteleone, Mario Canale | Italia                               | Italia                                            |
| Chain Reactions                                            | Alexander Philippe            | Estados Unidos                       | Estados Unidos                                    |
| Constel·lació Portabella                                   | Claudio Zulian                | España                               | España                                            |
| Le Cinéma de Jean-Pierre Léaud                             | Cyril Leuthy                  | Francia                              | Francia                                           |
| From Darkness to Light                                     | Michael Lurie, Eric Friedler  | Estados Unidos, Alemania             | Estados Unidos, Alemania                          |
| “I will Revenge this World with Love” Sergej Paradjanov    | Zara Jian                     | Armenia, Francia                     | Armenia, Francia                                  |
| Wa Ada Maroun Ila Beirut                                   | Feyrouz Serhal                | Catar, Líbano                        | Catar, Líbano                                     |
| Miyazali, L’Esprit de la Nature                            | Leo Favier                    | Francia                              | Francia                                           |
| Volonté - L’Uomo dai Mille Volti                           | Francesco Zippel              | Italia                               | Italia                                            |

### Venecia inmersiva
Venice Immersive está enteramente dedicado a los medios inmersivos e incluye todos los medios de expresión creativa XR, desde videos de 360° hasta obras XR de cualquier duración, incluidas instalaciones y mundos virtuales. Los siguientes proyectos fueron seleccionados para la sección XR - Realidad Extendida de La Biennale di Venezia: 

#### En competición
| Título original                               | Director(s)                                                                                              | País de producción                   |
| --------------------------------------------- | --- | ------------------------------------ |
| 住所不明：福島今                              | Arif Khan                                                                                                | Japón, Estados Unidos, Taiwán        |
| All I Know About Teacher Li                   | Zhuzmo                                                                                                   | Estados Unidos                       |
| The Art of Change                             | Simone Fougnier y Vincent Rooijers                                                                       | Italia, Países Bajos, Estados Unidos |
| A Simple Silence                              | Craig Quintero                                                                                           | Taiwán                               |
| Une Eau la Nuit                               | Chélanie Beaudin-Quintin y Caroline Laurin-Beaucage                                                      | Canadá                               |
| Ceci est Mon Coeur                            | Stéphane Hueber-Blies y Nicolas Blies                                                                    | Luxemburgo, Canadá, Francia          |
| Champ de Bataille                             | François Vautier                                                                                         | Francia, Bélgica, Luxemburgo         |
| Fragile Home                                  | Ondrej Moravec y Victoria Lopukhina                                                                      | República Checa                      |
| 放開你的頭腦                                  | Tung-Yen Chou                                                                                            | Taiwán                               |
| 玉山守護者                                    | Hayoun Kwon                                                                                              | Francia, Taiwán                      |
| Impulse: Playing with Reality                 | Barry Gene Murphy y May Abdalla                                                                          | Reino Unido, Francia                 |
| In the Realm of Ripley                        | Soo Eung Chuck Chae, Eun Jung Chae                                                                       | Corea del Sur                        |
| Ito Meikyu                                    | Boris Labbé                                                                                              | Francia, Luxemburgo                  |
| Mamie Lou                                     | Isabelle Andreani                                                                                        | Francia, Luxemburgo                  |
| Mammary Mountain                              | Tara Baoth Mooney, Camille C. Baker y Maf'j Alvarez                                                      | Reino Unido, Irlanda                 |
| 機動戦士ガンダム 銀灰の幻影                   | Kenichi Suzuki                                                                                           | Japón, Francia, Estados Unidos       |
| Oto's Planet                                  | Gwenael François                                                                                         | Luxemburgo, Canadá, Francia          |
| Žaisti Gyvenima                               | Zilvinas Naujokas, Vilius Petrauskas, Mantas Pronckus, Donatas Ulvydas, Algis Krisciunas y Darius Zickus | Lituania                             |
| Project: Lost Worlds                          | Fins | Estados Unidos                       |
| Project_Y: Working Title                      | Yuzo Sugano, Shingo Yoshimura, Toshiki Sakamoto y Taro Hirai                                             | Japón                                |
| Pudica                                        | Keisuke Itoh                                                                                             | Japón                                |
| 漫步源雨㵵                                    | Mathieu Pradat                                                                                           | Francia, Taiwán                      |
| Strangeways                                   | Adam Lieber y Chris Bianchi                                                                              | Reino Unido, Sudáfrica, Malta        |
| Symbiosis /\ Dybiosis: Sentience              | Tosca Terán, Brenda Lehman, Andrei Gravelle y Sven Steffens                                              | Canadá, Alemania, Chile              |
| Uncanny Alley: A New Day                      | Stephen Buchko y Rick Treweek                                                                            | Estados Unidos, Sudáfrica            |
| Un Soir Avec les Impressionnistes, Paris 1874 | Pierre Gable                                                                                             | Francia                              |

#### Fuera de competición
La franja fuera de competición de Venice Immersive presenta una selección internacional de obras estrenadas o estrenadas en otros lugares desde la última edición del Festival Internacional de Cine de Venecia:
| Título original                                | Director                                                              | País de producción                        |
| La mejor de las experiencias                   | La mejor de las experiencias                                          | La mejor de las experiencias              |
| ---------------------------------------------- | --------------------------------------------------------------------- | ----------------------------------------- |
| Turbulence: Jamais Vu                          | Ben Joseph Andrews, Emma Roberts                                      | Australia                                 |
| What If...? - An Immersive Story               | Dave Bushore                                                          | Estados Unidos                            |
| 40 Dias Sem o Sol                              | Joao Furia                                                            | Brasil                                    |
| Nightmara: Episode 3                           | Gianpaolo Gonzalez                                                    | Estados Unidos                            |
| Astra                                          | Eliza McNitt                                                          | Francia, Estados Unidos                   |
| Adventure                                      | Charlotte Mikkelborg, Elliot Graves                                   | Reino Unido                               |
| Riven                                          | Rand Miller, Richard Wende, Hannah Gamiel, Eric Anderson, Tony Fryman | Estados Unidos                            |
| Museum Alive Immersive with David Attenborough | Bhaumik Patel                                                         | Reino Unido                               |
| Telos I                                        | Emil Dam Seidel, Dorotea Saykaly                                      | Canadá, Suecia, Dinamarca, Reino Unido    |
| The 7th Guest VR                               | Paul van der Meer                                                     | Países Bajos                              |
| Lo mejor de los mundos                         |                                                                       |                                           |
| ․⁄ Complication                                | Ende                                                                  |                                           |
| Chromatic Frequency                            | Axinovium                                                             |                                           |
| Concrete - Pale Sands                          | May ~ and jerk                                                        |                                           |
| Eccentic Rooms                                 | suzuki_i                                                              |                                           |
| Endless Residents Super Ultra Deluxe Edition   | Spencer Filson                                                        |                                           |
| Exoplanet Journey                              | Niko                                                                  |                                           |
| Finishing Tough - Art Studio & Gallery         | Mixie!                                                                |                                           |
| Like a Canvas                                  | haruki_haru                                                           |                                           |
| Liminal Dreams: The Poolrooms                  | ∗Lotus∗                                                               |                                           |
| Magic AI-Art: Dimensions                       | Niko∗                                                                 |                                           |
| Magnetizse                                     | Juice...                                                              |                                           |
| Mormoverse: Under the Pillow                   | GeorgyMolodtsov                                                       |                                           |
| Overview Effect Experience                     | The Shushu                                                            |                                           |
| Phatta                                         | Sumeru                                                                |                                           |
| Polyrhythm                                     | SkyeSage                                                              |                                           |
| Sanctum                                        | Muzz, ju.no                                                           |                                           |
| Smew Brush!                                    | Smew                                                                  |                                           |
| Sanctum                                        | Muzz, ju.no                                                           |                                           |
| SNR Labs: Test Facility                        | A://DDOS                                                              |                                           |
| Suku                                           | durk@work                                                             |                                           |
| VRC Museum                                     | Ectique                                                               |                                           |
| Bienal de Cine Universitario Inmersivo         |                                                                       |                                           |
| Bellow Deck                                    | Martina Mahlknecht y Martin Prinoth                                   | Alemania, Italia                          |
| Duchampiana                                    | Lilan Hess                                                            | Francia, Alemania                         |
| Earths to Come                                 | Rose Bond                                                             | Estados Unidos                            |
| Echoes of Ash Valley                           | Shu Zhu                                                               | Estados Unidos                            |
| Garden Alchemy                                 | Michelle Kranot y Uri Kranot                                          | Dinamarca                                 |
| The Gossips's Chronicles                       | Corinne Mazzoli                                                       | Italia                                    |
| 中南半島未知某處                               | Asio Chihsiung Liu y Feng Ting Tsou                                   | Taiwán, Bélgica, Canadá, Vietnam, Camboya |

### Bienal Universitaria - Cine
Las siguientes películas fueron seleccionadas para la sección Biennale College - Cine. 
| Título original | Director(es)      | País de producción |
| --------------- | ----------------- | ------------------ |
| The Fisherman   | Zoey Martinson    | Ghana              |
| Honeymoon       | Zhanna Ozirna     | Ucrania            |
| Január 2        | Zsófia Szilágyi   | Hungría            |
| My Birthday     | Christian Filippi | Italia             |

### Montaje final en Venecia
Final Cut in Venice es el programa del festival que apoya desde 2013 la finalización de películas de países de África y Oriente Medio. Las siguientes siete películas en proceso han sido seleccionadas para la 12.ª edición de Final Cut en Venecia : 
| Título original                 | Director(es)                    | País de producción                              |
| Ficción                         | Ficción                         | Ficción                                         |
| ------------------------------- | ------------------------------- | ----------------------------------------------- |
| Aisha la tastaea al tayran      | Morad Mostafa                   | Egipto, Túnez, Arabia Saudita, Catar, Francia   |
| In This Darkness I See You      | In This Darkness I See You      | Líbano, Francia, Catar, Arabia Saudita          |
| My Father’s Scent               | My Father’s Scent               | Egipto, Noruega, Arabia Saudita, Catar, Francia |
| O Profeta                       | Ique Langa                      | Mozambique, Sudáfrica                           |
| Documentación                   |                                 |                                                 |
| Ancestral Visions of the Future | Ancestral Visions of the Future | Francia, Alemania, Lesoto                       |
| Your Daughter                   | Your Daughter                   | Egipto                                          |
| Documental                      |                                 |                                                 |
| Ceux qui veillent               | Karima Saidi                    | Bélgica, Francia, Catar                         |

## Secciones Independientes

### Giornate degli Autori
Las siguientes películas fueron seleccionadas para ser proyectadas en Giornate degli Autori (Días de Venecia):  

#### Selección principal
| Título original                                                | Director              | País de producción            |
| In Competition                                                 | In Competition        | In Competition                |
| -------------------------------------------------------------- | --------------------- | ----------------------------- |
| Alpha.                                                         | Jan-Willem Van Ewijk  | Países Bajos                  |
| Antikvariati                                                   | Rusudan Glurijdze     | Georgia                       |
| Selon Joy                                                      | Camille Lugan         | Francia                       |
| Boomerang                                                      | Shahab Fotouhi        | Irán                          |
| Manas                                                          | Marianna Brennand     | Brasil                        |
| Sanatorium Under the Sign of the Hourglass                     | Hermanos Quay         | Canadá                        |
| Sugar Island                                                   | Johanné Gómez Terrero | República Dominicana          |
| Super Happy Forever                                            | Kohei Igarashi        | Japón                         |
| Taxi Monamour                                                  | Ciro De Caro          | Italia                        |
| 一匹白马的热梦                                                 | Jiang Xiaoxuan        | Mongolia                      |
| Out of Competition - Special Events                            |                       |                               |
| Basileia (closing film)                                        | Isabella Torre        | Italia                        |
| Kora                                                           | Cláudia Varejão       | Brasil                        |
| Coppia Aperta Quasi Spalancata                                 | Federica Di Giacomo   | Italia                        |
| Peaches Goes Bananas                                           | Marie Losier          | Francia, Bélgica              |
| Mogucnost Raja                                                 | Mladen Kovačević      | Serbia                        |
| Alma del Desierto                                              | Mónica Taboada-Tapia  | Colombia, Brasil              |
| Soudan, Souviens-Toi                                           | Hind Meddeb           | Francia, Túnez, Catar, Italia |
| Miu Miu Women's Tales                                          |                       |                               |
| #27 I Am the Beauty of Your Beauty, I Am the fear of Your Fear | Tan Chui Mui          | Malasia, Italia               |
| #28 The Miu Miu Affaire                                        | Laura Citarella       | Argentina                     |

#### Noches de Venecia (Notti Veneziane)
| Título original                                 | Director(es)       | País de producción |
| ----------------------------------------------- | ------------------ | ------------------ |
| A Man Fell                                      | A Man Fell         | Italia             |
| Bosco Grande                                    | Bosco Grande       | Francia            |
| Desert Suite                                    | Desert Suite       | Italia             |
| L'Occhio Della Gallina                          | Antonieta De Lillo | Italia             |
| La Scommessa – Una Notte en Córcega             | Giovanni Dota      | Italia             |
| ¡Tenga Duro Señorita! Isabella Ducrot Ilimitada | Mónica Stambrini   | Italia             |
| Quasi a Casa                                    |                    | Italia             |
| Sempre                                          |                    | Italia             |
| Vakhim                                          |                    | Italia             |

### 39.Serie Internacional de la Crítica
La selección está comisariada por la delegada general de la Semana de la Crítica de Venecia, Beatrice Fiorentino, junto con los miembros del comité de selección: Enrico Azzano, Chiara Borroni, Ilaria Feole y Federico Pedroni. Las siguientes películas fueron seleccionadas para las secciones de la Semana Internacional de la Crítica: 

#### Selección principal
| Título original                           | Director(es)                | País de producción                      |
| En competición                            | En competición              | En competición                          |
| ----------------------------------------- | --------------------------- | --------------------------------------- |
| Anywhere Anytime                          | Anywhere Anytime            | Italia                                  |
| Mưa trên cánh bướm                        | Dương Diệu Linh             | Vietnam, Singapur, Filipinas, Indonesia |
| Homegrown                                 | Homegrown                   | Estados Unidos                          |
| No Sleep Till                             | No Sleep Till               | Estados Unidos, Suiza                   |
| Paul & Paulette Take A Bath               | Paul & Paulette Take A Bath | Reino Unido                             |
| Peacock                                   | Peacock                     | Austria, Alemania                       |
| Moattar binanaa                           | Mohamed Hamdy               | Egipto, Francia, Túnez                  |
| Fuera de Competición - Eventos Especiales |                             |                                         |
| Planète B                                 | Aude Léa Rapin              | Francia, Bélgica                        |
| La pequeña Jaffna (película de cierre)    | Lorenzo Valin               | Francia                                 |

#### SIC@SIC Cortometrajes de cine italiano
| Título original                               | Director(es)      | País de producción |
| En competición                                | En competición    | En competición     |
| --------------------------------------------- | ----------------- | ------------------ |
| Al menos tendré 8294400 píxeles               | Marco Talarico    | Italia             |
| Nero argento                                  | Francisco Manzato | Italia             |
| Billi il cowboy                               | Fede Gianni       | Italia             |
| Phantom                                       |                   | Italia             |
| Playing God                                   | Playing God       | Italia, Francia    |
| Sans Dieu                                     | Alessandro Rocca  | Italia             |
| Things That My Best Friend Lost               |                   | Italia             |
| Fuera de Competición - Eventos Especiales     |                   |                    |
| Dark Globe (película de apertura)             | Donato Sanson     | Italia, Francia    |
| The Eggregores’ Theory (película de apertura) | Andrea Gatopoulos | Italia             |
| Domenica sera                                 | Matteo Tortone    | Italia             |

## Premios Oficiales

### León de Oro a la trayectoria
- Peter Weir [5]
- Sigourney Weaver [6]

### León de Oro a la mejor película
- La habitación de al lado, de Pedro Almodóvar

### Copa Volpi
- Copa Volpi a la mejor actuación masculina: Vincent Lindon por Jouer avec le feu
- Copa Volpi a la mejor actuación femenina: Nicole Kidman por Babygirl